# Vitruvia

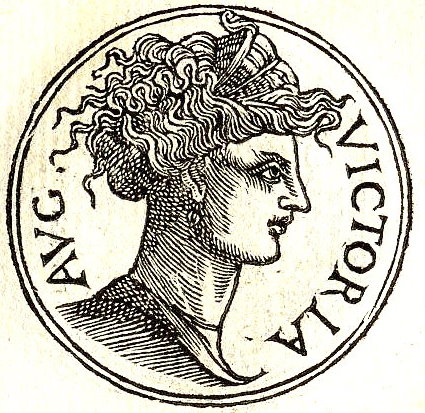
Victoria i "Promptuarii Iconum Insigniorum "

Victoria eller Vitruvia, död 271, var en gallisk romarinna. Hon var en av ledarna i det romerska Gallien under dess tid som självständigt kejsardöme 260-274. Hon var mor till den galliske kejsaren Victorinus.

## Biografi
Ingenting är känt om hennes bakgrund. Efter sonens död 271 betalade hon för militärens trohet och valde Tetricus I till ny kejsare.  
Enligt Kejsarhistorier, vars uppgifter inte är bekräftade, utsåg hon ursprungligen Victorinus son Victorinus Junior till kejsare, men han blev snart dödad liksom sin far. Hon ska själv ha burit titeln Mater Castrorum och Augusta, och präglat sina egna mynt. 
Hon avled strax efter Tetricus' tillträde, antingen av mord eller naturliga orsaker.  